# Bój pod Berezą Kartuską
Bój pod Berezą Kartuską (określony również przez N. Daviesa jako bitwa pod Berezą Kartuską) – starcie grupki żołnierzy polskich z oddziałem bolszewickim podczas wojny polsko-bolszewickiej
1. Potyczka w dniach 13–16 lutego 1919: 13 lutego 1919 roku oddział polskich żołnierzy (57 żołnierzy i 5 oficerów) pod dowództwem kapitana Mienickiego z grupy mjr. Władysława Dąbrowskiego o godzinie 7 rano dokonał wypadu z Prużany na przeważające siły sowieckie pod Berezą. Potyczka zakończyła się 16 lutego zwycięstwem Wojska Polskiego i zdobyciem Berezy. Do polskiej niewoli dostało się 80 żołnierzy bolszewickich. Polacy zdobyli 2 ckm. Norman Davies starcie pod Bereza Kartuską uważa za początek wojny polsko-bolszewickiej 1919-1920.
2. Bitwa pod Berezą Kartuską w dniach 21–26 lipca 1920: walki 14 Dywizji Piechoty pod dowództwem gen. Daniela Konarzewskiego z bolszewicką 10 Dywizją Strzelców dowodzoną przez Ansisa Daumanisa. Dywizja polska po walkach na Szczarą i w okolicach Baranowicz (linia okopów niemieckich) wycofała się pod Berezę i zajęła pozycje obronne nad Jasiołdą. Na przedmościu, na wschodnim brzegu, stanął jeden batalion 55 pułku piechoty wsparty dywizjonem artylerii ciężkiej. W Sielcu obronę utrzymywał 4 pułk ułanów, w Pieszczance szwadron 15 pułku ułanów, a 57 pułk piechoty od Sielca do torów kolejowych. 58 pułk piechoty i reszta 15 puł były w odwodzie w rejonie Bereza – Błudeń. 23 lipca 14 DP otrzymała dodatkowe zadanie obrony przeprawy pod Prużaną. Do obrony na tym odcinku przesunięto 58 pp i 15 puł. 24 lipca na 14 DP uderzyła 10 Dywizja Strzelców. Na lewym skrzydle 14 Dywizji nieprzyjaciel opanował Sielec. Obrona przyczółka na Jesiołdzie odparła ataki wroga. Sielec odbito kontatakiem sił 1 i 3 batalionu 57 pp. Polacy z powodzeniem walczyli tu także w dniu następnym.
26 lipca na skutek uderzeń bolszewików na Prużany, dowódca dywizji zmuszony był przerzucić większość sił na szosę prużańską. Spalono mosty na Jesiołdzie i zlikwidowano przyczółek. 27 lipca 14 DP rozpoczęła odwrót na Kobryń.